# تسوجی کونیو
تسوجی کونیو (به ژاپنی: 辻 邦生 Tsuji Kunio);( ۲۴ سپتامبر ۱۹۲۵ – ۲۹ ژوئیهٔ ۱۹۹۹) یک رمان‌نویس، نویسنده، فیلم‌نامه‌نویس، و استاد دانشگاه اهل ژاپن بود.